# MAN 630

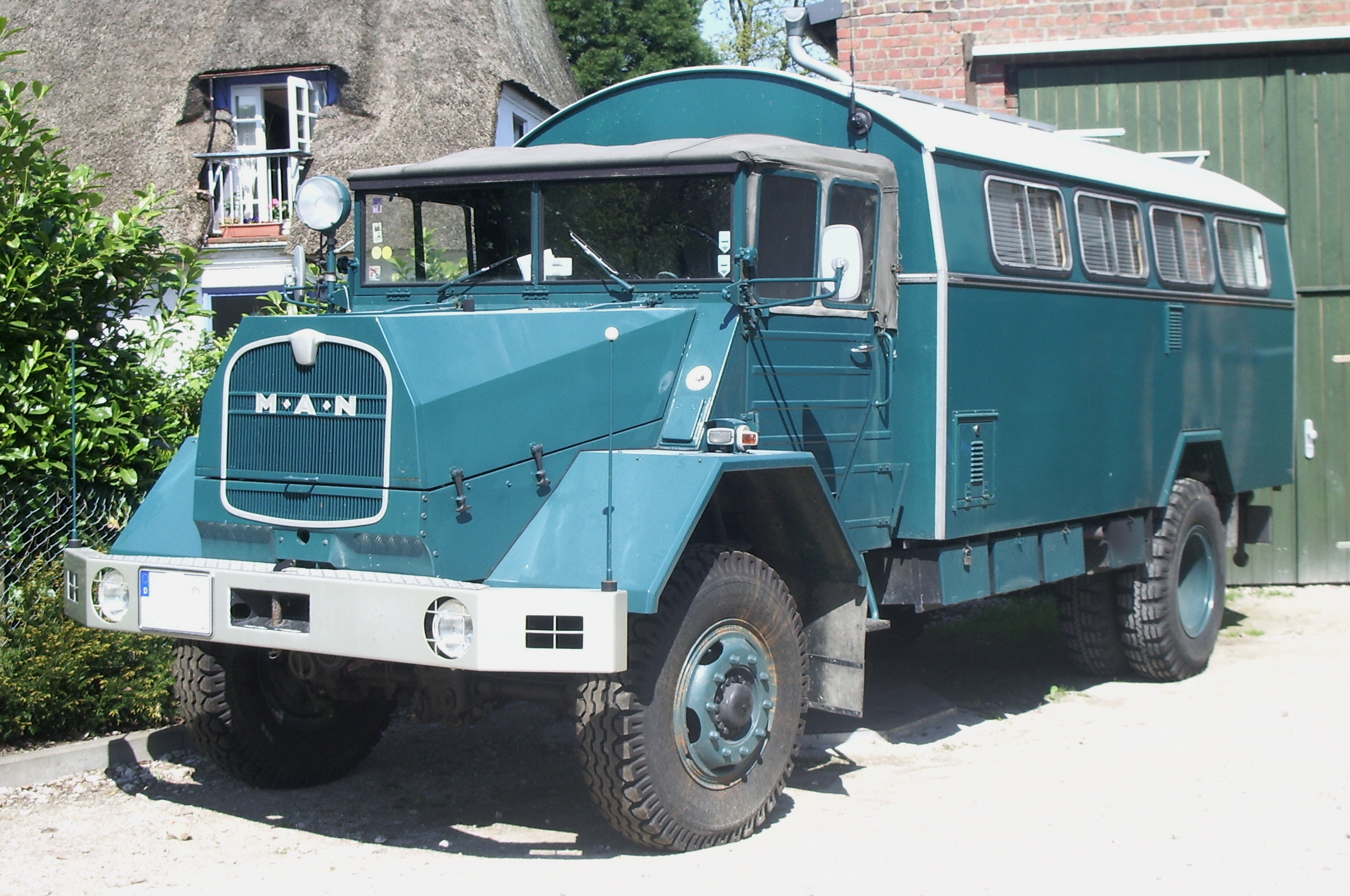
Un MAN 630 L2A attrezzato a posto di comando mobile

Il 630 è un autocarro pesante, sviluppato principalmente per uso militare, prodotto dall'industria tedesca MAN SE a partire dal 1958.